# 韦尔诺伊兴
韦尔诺伊兴（德語：Werneuchen，發音：[vɛɐ̯ˈnɔʏçn̩] ⓘ）是德国勃兰登堡州巴尔尼姆县的城市，面积117.01平方千米，2023年12月31日人口为9,441人。